# Extinción humana

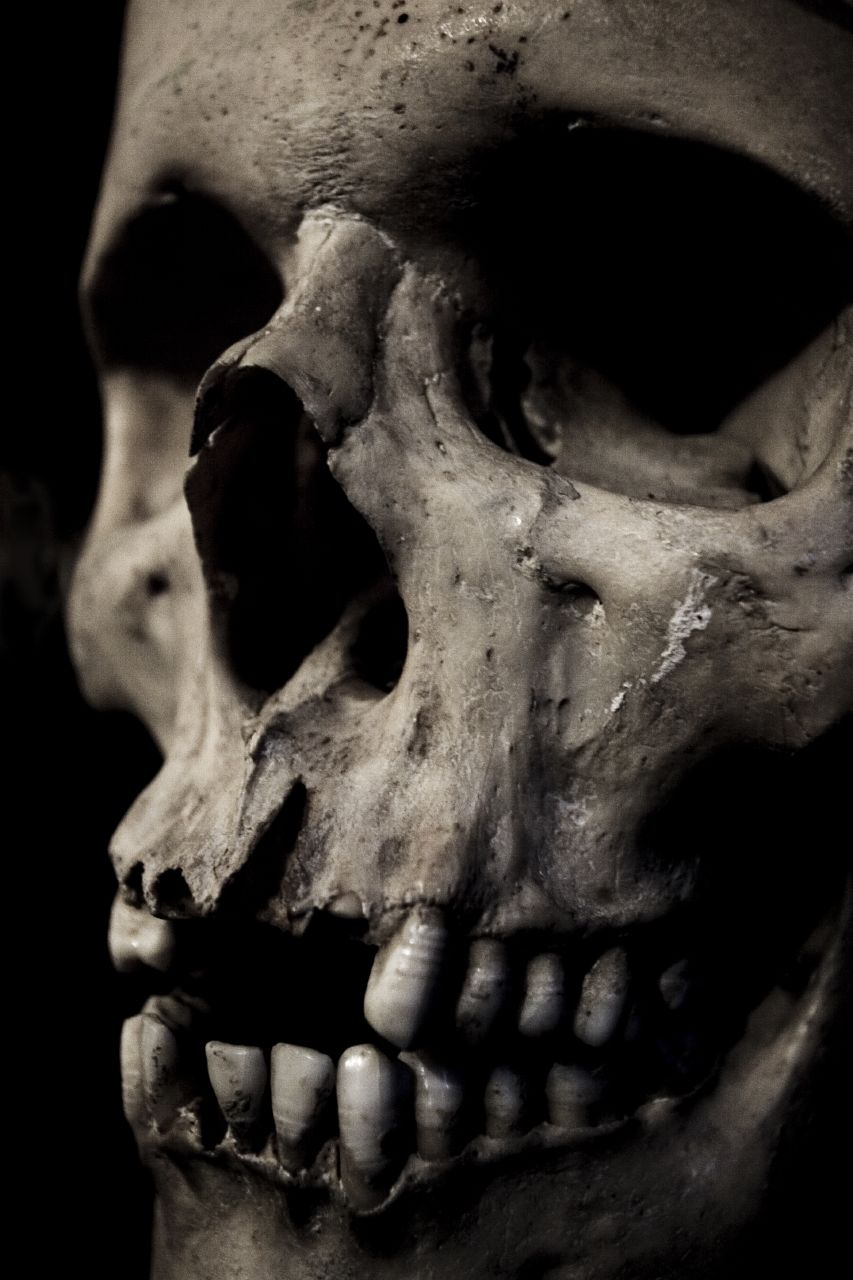
Entre las posibles causas de una extinción humana, pueden ser naturales o debidas a la intervención humana: se incluyen eventos astronómicos como una colisión con un gran asteroide, geológicos como profundos cambios en la corteza de la Tierra, biológicos como una pandemia muy agresiva, atmosféricos como el calentamiento global y armamentísticos como una guerra nuclear.

Se entiende por extinción humana, extinción de la humanidad, fin de la humanidad o fin de la civilización al conjunto de elementos cuya manifestación podría tener como resultado la extinción de la especie humana. Las situaciones en que esto pudiera ocurrir han sido discutidas tanto en la ciencia, como en otras ramas de la cultura como son la religión y la cultura popular en general. La especie humana es la más extendida por toda la Tierra (después de ciertas especies de bacterias y de otros microorganismos), y vive en comunidades en las que son capaces de subsistir básicamente aun en el aislamiento. Existen muchas maneras en que esta especie pudiera perecer, estas serían eventos catastróficos de gran envergadura, ya fueran naturales, artificiales o provenientes del espacio. La extinción humana es diferente de la extinción de la vida en la Tierra. De todas las formas posibles de extinción, solo las pandemias podrían ser capaces de eliminar únicamente a la raza humana, sin afectar a otras criaturas terrestres pero afectando animales domesticados por la falta de mantenimiento. Los posibles resultados de este acontecimiento pueden variar entre una interrupción importante de la civilización humana, la extinción de los seres humanos, la destrucción del planeta Tierra o la aniquilación de todo el universo.
En una encuesta realizada en el 2006 por Syfy se reveló que la mayoría de los estadounidenses cree que algún tipo de catástrofe pondrá fin a los seres humanos, y que muchos consideran que ese suceso estará provocado por la mano del hombre.
La predicción de los acontecimientos futuros se conoce como estudios de futuro. Los estudios de futuro son una herramienta para paliar o evitar los posibles peligros a los que nos pudiéramos enfrentar.
Existen varios riesgos que comprometen a la humanidad y la civilización, pero no todos los riesgos son iguales. Los riesgos se pueden categorizar generalmente en seis tipos basados en el alcance del riesgo (personal, regional, global) y la intensidad del riesgo (soportable o terminal). Esta tabla proporciona algunos ejemplos de riesgos:
| Escala   | Soportables                    | Terminales          |
| -------- | ------------------------------ | ------------------- |
| Global   | Atenuación de la capa de ozono | Extinción humana    |
| Regional | Recesión económica             | Genocidio           |
| Personal | Robo o destrucción de bienes   | Enfermedad terminal |

Los riesgos en esta lista se asocian con aquellos contenidos en las categorías Global-Terminal. Este tipo de riesgos son aquellos donde un acontecimiento adverso aniquilaría a la vida inteligente en la Tierra, o acortaría permanente y drásticamente su potencial. Es un riesgo donde la humanidad en su totalidad sería diezmada o tendría consecuencias adversas para el curso de la civilización humana.

## Escenarios
Existen muchos escenarios en los que se ha sugerido lo que podría suceder en el futuro. Algunos seguramente sucederán y casi ciertamente terminarán con la humanidad, pero estos tendrán lugar en un plazo muy largo. Otros tienen probabilidad de suceder en un plazo más corto, no obstante, no es seguro que destruirán por completo a la civilización. Otros siguen siendo extremadamente inverosímiles, y pueden incluso ser imposibles.

Algunos de los peligros previstos que se han excluido de la lista de accidentes en los argumentos que parecen demasiado poco probables para causar un desastre terminal a nivel global son: llamaradas solares, supernovas, explosiones o fusiones de agujeros negros, explosiones de rayos gamma, implosiones del centro de la galaxia, supervolcanes, pérdida de biodiversidad, acumulación de la contaminación atmosférica, pérdida gradual de la fertilidad humana, y varios panoramas religiosos sobre el día final.
Nick Bostrom

Este hipotético evento incluye muchos escenarios posibles, entre otros:

### Sucesos naturales

#### Biológicos
- Una pandemia. Este escenario es muy importante ya que se han producido anteriormente. Por ejemplo, si el VIH mutara y llegase a ser tan transmisible como el resfriado común, las consecuencias serían fatales. Aunque algunas personas posean una resistencia a la entrada de este virus a las células blanco (debido a mutaciones en los correceptores CCR5 y CXCR4 que utiliza el virus para infectar linfocitos principalmente), solo logra que el progreso de la infección sea mucho más lento y puedan vivir mucho mayor número de años sin manifestar síntomas clínicos de sida, pero no los protege del síndrome. En zonas determinadas ya actúan algunos virus, como el ébola y el virus de Marburgo de transmisión interhumana muy eficiente a través de los líquidos del cuerpo, incluyendo saliva y secreciones respiratorias presentes en el aire, lo que los hace altamente contagiosos. Algunas de sus cepas han generado epidemias con tasas de mortalidad del 90 % de los infectados (ébola-Zaire 1976). Son de fácil reproducción en laboratorio y de expansión altamente eficaz por aerosoles. La mutación de un virus de estas características que afecte a animales, seguida de una zoonosis, o su generación accidental o intencionada en laboratorios, podría producir una mortandad cuya escala permitiera imaginar el suceso que da título a este artículo. Otra situación es la posibilidad de que la selección natural pueda crear un patógeno que sería resistente a los antibióticos y diezmaría a la población mundial, causando un colapso global en la civilización. Un virus prehistórico resucitado puede ser un gran problema, ya que al ser criogenizado con el tiempo la inmunología humana no está acostumbrada a aquel organismo. También se habla del apocalipsis zombi en la que las personas se convierten en zombis a causa de una mutación.
- La evolución del ser humano hacia otra especie superior, no dejando rastro de la entonces antigua especie humana.
- La genética también podría extinguir a los humanos por los defectos que desarrollarían al no tener variabilidad genética, tales como problemas mentales o de aprendizaje, infertilidad o esterilidad e incluso malformaciones.

#### Geológicos
- Un evento geológico, como las inundaciones masivas de basalto, vulcanismo, la erupción de un supervolcán o la contaminación. Un ejemplo fue la erupción del volcán Toba ocurrida en Indonesia hace aproximadamente 74 500 años. Según la teoría, la catástrofe de Toba pudo haber reducido la población humana a unas pocas decenas de miles de personas. La Caldera de Yellowstone es otro de esos supervolcanes, que han sido sometidos a 142 erupciones o más de formación de la caldera en los últimos 17 millones de años. La última ocasión que entró en erupción el supervolcán de Yellowstone, hace 640 000 años, el magma cubrió toda el área al oeste del río Misisipi en Norteamérica. Otra erupción como esta podía amenazar a la civilización. Tal erupción podría también lanzar grandes cantidades de gases que podrían alterar el equilibrio del dióxido de carbono en el planeta y causar un efecto invernadero, o suficientes sedimentos piroclásticos y otros materiales podrían ser lanzados en la atmósfera para bloquear parcialmente la luz del sol y causar un invierno volcánico. Otro supervolcán es Macizo Tamu ubicado en el océano Pacífico. Una erupción de este supervolcán ocasionaría cambios bruscos en la corteza terrestre produciendo terremotos, activación de volcanes y megatsunamis.
- Un megatsunami. Un megatsunami podría, por ejemplo, destruir por completo la costa este de los Estados Unidos. Las áreas costeras del mundo entero podrían inundarse en caso de que se produjera un derrumbamiento de la capa de hielo antártico occidental. Aunque ninguno de estos escenarios podrían extinguir a la humanidad por completo, estos podrían amenazar regionalmente a la civilización tal como la conocemos.

#### Atmosféricos

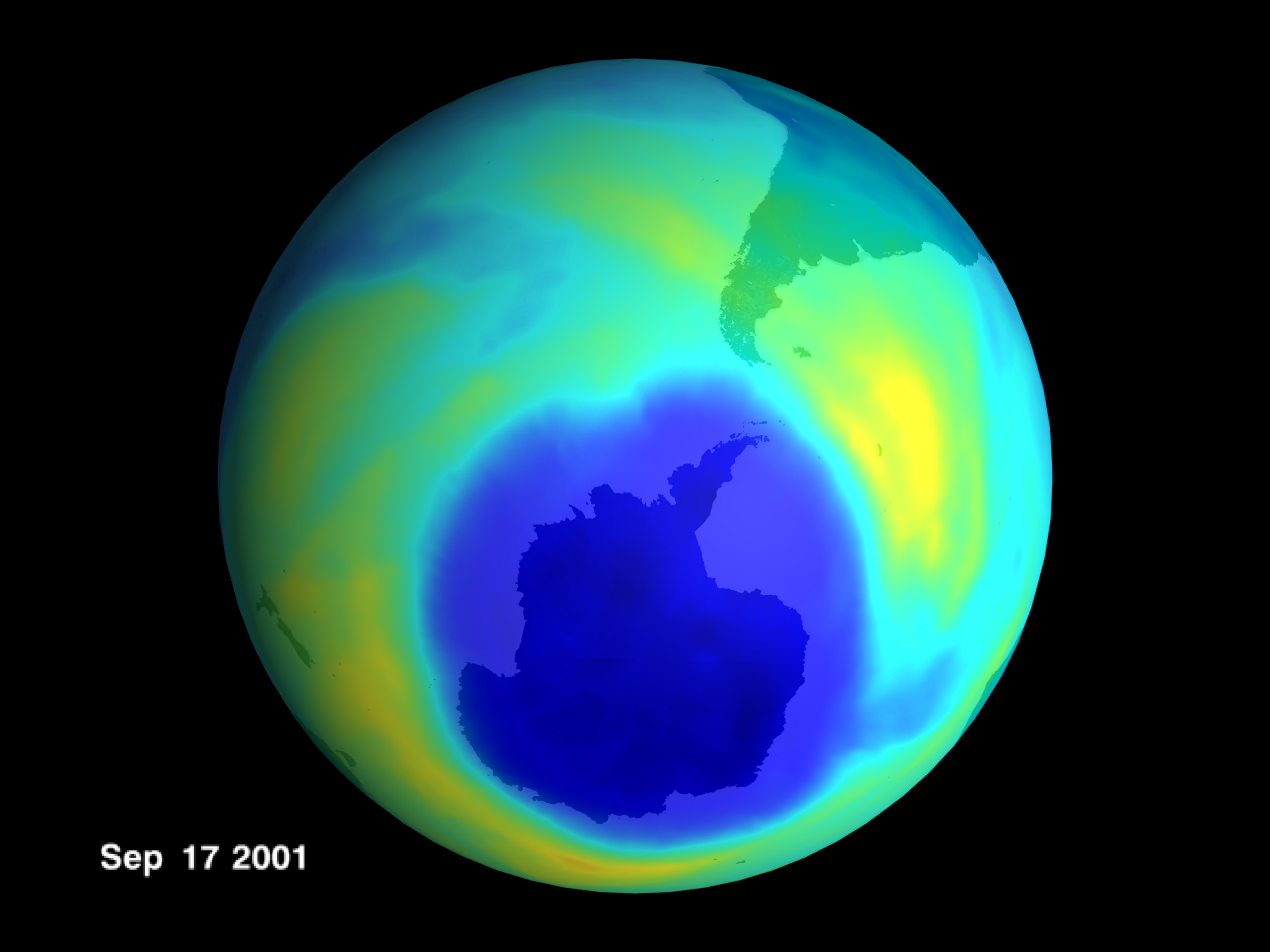
Alteración en la capa de ozono

- Una excepcional catástrofe causada por un hipercán.
- Cambio climático como resultado del calentamiento global causado por el desgaste de la capa de ozono, así como por la contaminación. (Las advertencias de James Lovelock). El clima en la Tierra se podría volver como en Venus, lo que la haría inhabitable.
- Pérdida de una atmósfera respirable a causa de los gases tóxicos emanados a la atmósfera.
- Cambios bruscos de tiempo, del frío al calor, o del calor al frío.
- Era de Hielo enorme conllevando al congelamiento de la Tierra. En la historia de la Tierra han tenido lugar muchas glaciaciónes. Casi ciertamente más eras de hielo ocurrirán en un intervalo de 40 000-100 000 años. Esto tendría un serio impacto en la civilización tal como actualmente la conocemos, porque las áreas extensas de la tierra (principalmente en Norteamérica, Europa y gran parte de Asia) llegarán a ser inhabitables. Todavía sería posible vivir en las regiones tropicales.
- Destrucción de la capa de ozono, conllevando a la llegada de más cantidades de nocivos rayos ultravioletas a la Tierra.

#### Astronómicos

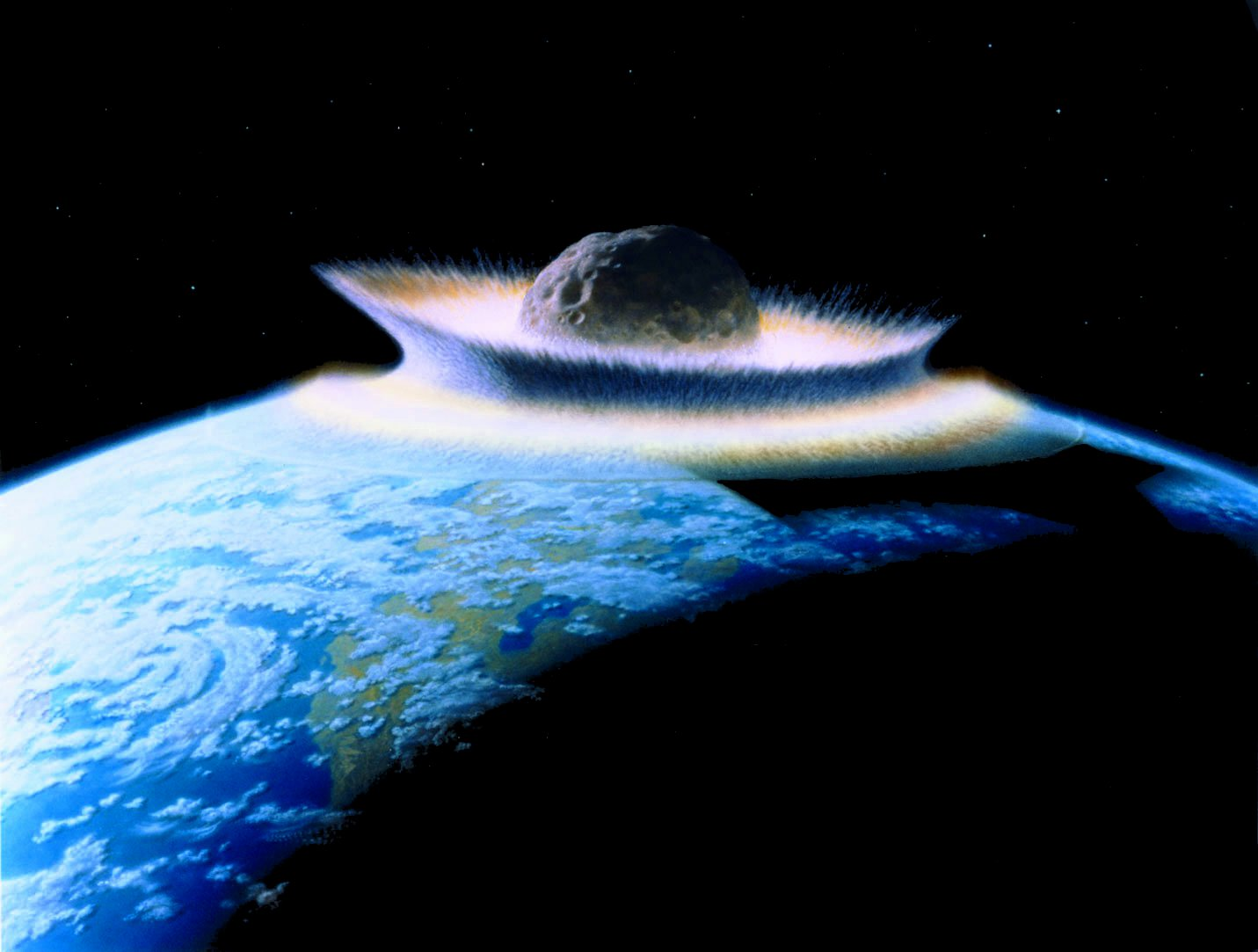
Visión artística del impacto de un gran asteroide sobre la Tierra

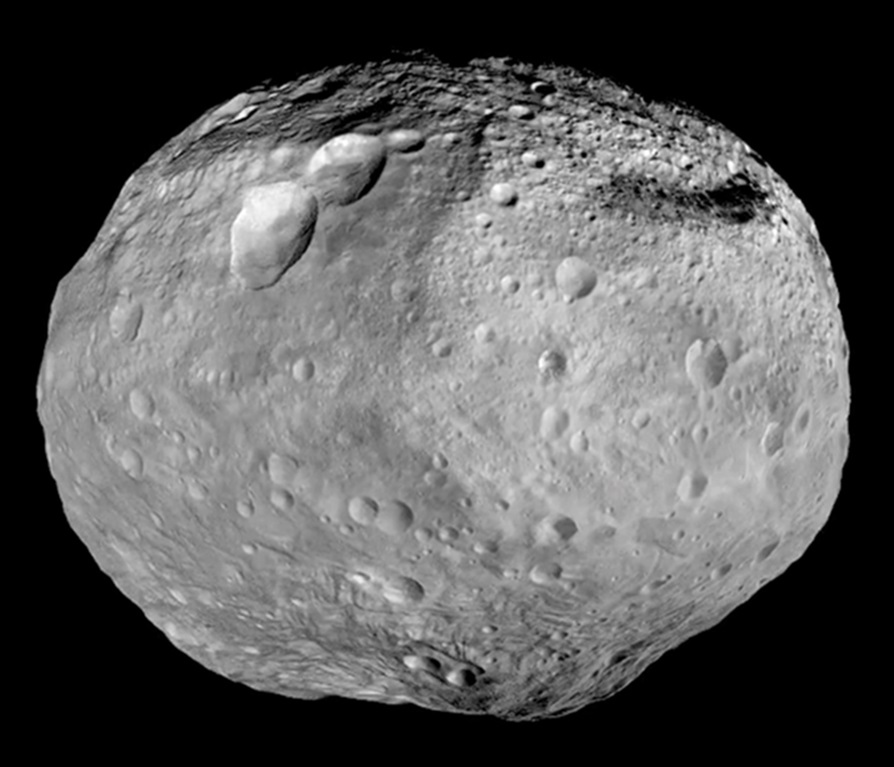
Asteroide Vesta

Es cierto que los acontecimientos en el espacio exterior provocarán un gran golpe a la vida en la Tierra, tal como ha sucedido con anterioridad en varias extinciones masivas. Sin embargo, los acontecimientos más catastróficos y probables, sucederán en un plazo extremadamente largo, medido en miles de millones de años.
- Brotes de rayos gamma u otra devastadora explosión de radiación cósmica; algunos científicos creen que esto pudo haber causado la extinción masiva en la Tierra hace 450 millones de años. Una fuente especialmente mortal es la hipótesis de una hipernova, producido cuando un hipergigante explota y luego se colapsa, enviando grandes cantidades de radiación a cientos o incluso miles de años luz en el espacio. Una hipernova puede haber sido la causa de un evento de extinción en el periodo Ordovícico-Silúrico. El evento más cercano que tenemos es el que ocurrirá según los pronósticos dentro de 1 millón de años, en el que la estrella Eta Carinae podría convertirse en hipernova. Esta estrella se encuentra situada aproximadamente a 7500 años luz del Sol.
- Una brusca reorientación del eje de rotación de la Tierra.
- Un drástico aumento de la luminosidad del Sol.
- Un evento de impacto causado por la colisión de un gran asteroide o cometa contra la Tierra. Una teoría famosa postula que la extinción masiva del Cretácico-Paleógeno ocurrió por un evento similar de un cuerpo de unos 11 kilómetros de diámetro. La evidencia de esta teoría incluye una capa sedimentaria de iridio en el registro geológico y un gran cráter en la zona de Chicxulub (México). En la historia de la Tierra, se acepta extensamente que varios enormes meteoritos han golpeado la superficie de ésta. Si un gran meteorito golpease a la Tierra, podría hacer que un impacto grave afectara a la civilización. Incluso es posible que la humanidad fuera destruida totalmente. Para esto, el asteroide necesitaría ser por lo menos de 1 kilómetro de diámetro, pero probablemente tendría más efecto si tiene entre 3 y 10 kilómetros. Los casos de asteroides de un kilómetro de diámetro se dan probablemente cada 500 000 años. Asteroides más grandes son más raros. Los supuestos asteroides cercanos a la Tierra son observados con regularidad. Hipotéticamente, un meteorito de un kilómetro de diámetro produciría un efecto destructivo en el planeta. Incluso sería visible faltando una semana para el impacto, lo que agravaría el pánico de esta situación. El evento de Tunguska (1908), de mucha menor gravedad, fue un asteroide que colisionó en Siberia y tenía cerca de 70 metros de diámetro. Era relativamente pequeño pero liberó más de mil veces la energía de Hiroshima. A pesar de ser una posibilidad remota, la colisión de un meteorito con la Tierra resulta ser probable. De hecho, el 23 de marzo de 1989 uno de 800 metros pasó a escasa distancia del planeta y no se detectó hasta que ya era tarde para detenerlo. Aun así existe la posibilidad de detenerlo con misiles nucleares, no obstante, podrían agravar el daño. Algunos científicos creen que hay patrones en la cantidad de meteoritos que golpean a la Tierra. Una explicación posible de tal patrón es dada por la hipotética estrella Némesis. Hay una teoría que indica que esta estrella pasa regularmente a través de una parte más densa de la nube de Oort, causando que la lluvia de meteoritos se precipite sobre la Tierra. Sin embargo, la misma existencia de este patrón no es aceptada extensamente, y la existencia de la estrella de Némesis es altamente polémica. Otro escenario que puede causar un incremento de meteoritos es la llegada de una estrella llamada Gliese 710. Esta estrella se está moviendo probablemente en curso de colisión con el sistema solar y estará a una distancia de 1,1 años luz del Sol dentro de 1,4 millones de años. Algunos modelos predicen que esta estrella enviará grandes cantidades de cometas de la nube de Oort a la Tierra. Otros modelos, tales como el de García-Sánchez, predicen un aumento de solamente un 5 %. También posible es la colisión del asteroide (99942) Apofis contra la Tierra, ya que la órbita de este asteroide pasaría a 40 000 kilómetros de la Tierra en 2029 y nuevamente en 2036. Expertos estiman que las posibilidades de que el asteroide colisione con la Tierra son de una en 5500, aunque de producirse el impacto sería catastrófico. Tanto la NASA como la Agencia Espacial Europea han desarrollado planes de contingencia para destruir los asteroides, si fuera necesario, o en su caso desviarlo de su órbita de colisión. Tras el acercamiento del 9 de enero de 2013, el Laboratorio de Propulsión a Chorro en Pasadena (California) de la NASA descartó la posibilidad de una colisión de este asteroide, tanto en 2029 como en 2036.
- Un cambio súbito en los conceptos físicos que rigen el universo, como la creación de un falso vacío.
- La presencia de un agujero negro en el sistema solar.
- El paso del sistema solar a través de una nube de polvo cósmico, como la hipotética nube de Oort.
- Una tormenta solar.
- Otros ven a la vida extraterrestre como una amenaza posible para la humanidad; aunque hasta ahora no se ha encontrado vida extraterrestre, científicos tales como Carl Sagan han postulado que la existencia de la vida extraterrestre es muy probable y también la existencia de una o varias civilizaciones extraterrestres, pero la posibilidad de que haya contacto entre esa civilización extraterrestre y la civilización humana fue expuesta como demasiado remota. Incluso en la actualidad la NASA esterilizó los artículos que volvían del espacio para matar a cualquier potencial vida extraterrestre que pudiera amenazar a la humanidad. Los científicos consideran tal panorama posible, pero muy poco probable.
- También existe la posibilidad de que la Vía Láctea colapse con la galaxia de Andrómeda, aunque las consecuencias que esto tenga para la órbita de los astros de cada una de ellas son prácticamente impredecibles. La colisión está prevista que ocurra dentro de unos 3800 millones de años formando una nueva galaxia llamada Lactómeda, Andrómeda se acercará a una velocidad media de cerca de 140 kilómetros por segundo; las dos galaxias se combinarán probablemente para formar una galaxia elíptica. Esta combinación expulsará muy probablemente a nuestro sistema solar en el espacio profundo o lo bombardeará con otros sistemas solares.[2]
- Entre los riesgos más serios para la vida reconocidos en la actualidad por la ciencia, están los cambios que ocurrirán en el Sol como parte de su ciclo de vida como estrella. Se sabe que las estrellas aumentan su luminosidad y calor conforme envejecen. Así pues se calcula que el Sol incrementará su brillo en un 10 % en los próximos 1100 millones de años, y en 40 % en los próximos 3500 millones de años. Algunos expertos creen que basta dicho incremento del 10 % en la luminosidad del Sol para evaporar los océanos, y llevar a la Tierra a un efecto invernadero, convirtiéndose en un mundo sobrecalentado, estéril y sin vida similar a Venus. Dentro de cinco mil millones de años, la evolución estelar predice que el Sol se convertirá en gigante roja, pudiendo absorber a la Tierra mientras aumente de tamaño. Esto ocurrirá siempre y cuando la gravedad del Sol (que se reducirá en un cierto plazo debido a que irradia su masa al exterior), todavía pueda mantener a la Tierra en una órbita cercana. Incluso si la Tierra se traslada hacia una órbita más distante, puede no haber bastante energía para sostener la vida, puesto que la temperatura eficaz de las gigantes rojas disminuye (es decir, irradian menos calor) al tiempo que aumenta de tamaño, otra posibilidad es que el Sol expulse llamaradas solares hacia la Tierra que llegarían a una milla de la corteza.
- A una escala de tiempo incluso más larga, el universo podría llegar a su fin. Hay modelos científicos competentes sobre cómo podría suceder esto, sin embargo en todos los casos, no será posible ningún tipo de vida. La edad actual del universo es estimada en 13 800 millones de años. Hay varias teorías que compiten en cuanto a la naturaleza de nuestro universo y cómo podría terminar.

### Eventos producidos por la humanidad

#### Biológicos
- El resultado catastrófico de una posible falla en los innumerables experimentos en el genoma, es decir una falla, alteración genética, desórdenes en el ADN.

#### Geológicos y geográficos
- Escasez de petróleo o de otros importantes recursos naturales.
- La posible disminución del oxígeno disponible por los procesos de combustión en industrias, viviendas y vehículos, por la deforestación y reducción del plancton por la contaminación de los mares.

#### Bélicos
- Guerra convencional, nuclear o biológica, una posible Tercera Guerra Mundial.
- Guerras nucleares, químicas, biológicas o climáticas.

#### Nucleares, químicos y físicos
- Un accidente nuclear grave que aniquilase a toda la humanidad, similares pero a mayor escala que los ocurridos en Chernóbil, en Ucrania (1986), o Fukushima, en Japón (2011). Falsas alarmas de guerra, fallos en los equipos informáticos que controlan las armas nucleares e incluso un desastre de plantas de energía nuclear, podrían concluir con el fin de la civilización.
- Exceso de emisión de ondas ELF.
- Accidente strangelet causado por materia extraña.
- El resultado de los experimentos de antimateria en el colisionador de hadrones que se escaparían de la máquina creando un agujero negro lo suficientemente poderoso para tragarse la Tierra.

#### Informáticos y robóticos
- Una rebelión de las máquinas.
- Pérdida de control de la nanotecnología creando una inundación de plaga gris.

#### Económicos
- Los mercados fallarían por todo el mundo, dando por resultado el derrumbamiento económico: desempleo masivo, huelgas, suicidios, hambre y muerte.
- A causa del cambio climático y al aumento del precio del petróleo (principal materia prima de los fertilizantes, como urea o fosfato de amonio) las malas cosechas abundarían en todo el mundo. Se presagian largas filas en las tiendas. Al no haber alimentos, disminuirá el valor real del dinero y habrá un colapso financiero.

#### Otros
- La sustitución de los seres humanos por máquinas, o la fusión de ambos, según estipula Kevin Warwick.[3]
- La infertilidad humana, tal vez causada por químicos u otros medios.
- Decisión consciente de la sociedad tras darse cuenta de que somos incapaces tanto de dejar de depredar el entorno[4] como de dejar de depredarnos entre nosotros mismos (El hombre es un lobo para el hombre,[5] Plauto, 254-184 a. C.).
- Algunos científicos estipulan que podría ocurrir un período de hambruna en el mundo como resultado de la superpoblación y una disminución considerable de los recursos naturales no renovables como el petróleo fundamentalmente (teoría de Olduvai).
- Una carencia de la selección natural y la tendencia del más inteligente a tener menos niños bajarían la salud y la inteligencia media suficientemente para llegar a un colapso eventual de la civilización.

### Eventos sobrenaturales
Personas religiosas piensan que este es un suceso relacionado con la religión de cada uno, como judaísmo, cristianismo, islam entre otras.
Para los creyentes de la Nueva era y el mayanismo, el fenómeno de 2012 iba a representar el fin del mundo actual.
Los Testigos de Jehová en la actualidad afirman que estamos viviendo en el tiempo del fin.

#### Cristianismo e Islam
- Un acto de castigo divino o el Juicio Final. Muchas religiones, como el cristianismo y el islam, incluyen creencias relativas al final de los tiempos.
- En la creencia cristiana se dice que Jesucristo vendrá por segunda vez a la Tierra en el fin del mundo para juzgar a vivos y muertos y separar a los condenados de los salvados, que gozarán con el Señor, y los condenados sufrirán junto con Satanás (según la creencia bíblica cristiana).
- En la creencia musulmana se dice que el Universo entero será destruido y Dios resucitará a los muertos para juzgarlos según su fe y según la decisión de Dios, decidirá si se quedarán gozando en el paraíso o sufriendo en el mármol del infierno.

#### Mitología nórdica
- Los escandinavos creían que el mundo podría terminar en una batalla de los dioses, conocida como Ragnarök.

#### Mitología hindú
- En la mitología hinduista, se cree que al final de la era de Kali (que comenzó en el 3102 a. C. y terminará dentro de 427 000 años) el dios Visnú asumirá su décima encarnación, llamado Kalki avatar, que matará a casi todos los seres humanos, dando lugar nuevamente a una Edad de Oro.

#### Mitología celta
- Según Estrabón, los druidas, sacerdotes de los celtas, consideraban que el Universo era indestructible, al tiempo que mantenían la teoría de que el agua o el fuego se impondrían sobre ellos en algún momento.

#### Intervención alienígena
- La invasión y consiguiente ocupación y exterminio de la raza humana por parte de extraterrestres.
- Algunas personas creen que los extraterrestres experimentan con humanos, para formar una raza híbrida más avanzada para reemplazar a la humanidad.

## Impacto en la cultura
- No solo los cristianos tuvieron visiones del fin de la humanidad sino que también los musulmanes, los hindúes y la mayoría de las civilizaciones de la Antigüedad tenían diversas maneras de ver el fin de los tiempos.
- Existen miles de trabajos de seguridad pública dedicados al análisis y reducción de la muerte individual.
- En las artes y la ficción, el fin del mundo ha sido objeto de pinturas, novelas y películas, por ejemplo: en la película 9 la raza humana fue exterminada por máquinas que se les revelaron y el mundo acabó destruido. el libro After Man nos muestra como se vería la Tierra 50 millones de años después de la extinción del ser humano. El libro El mundo sin nosotros que trata sobre que pasaría si los humanos desaparecieran enfocándose solo en las consecuencias y no en las causas. la película Los hijos de los hombres sobre las consecuencias de lo que ocurriría si la humanidad no pudiera reproducirse más. En la película europea Melancolía la Tierra es destruida por un planeta errante matando a todo ser viviente. en la serie documental de History Fin del mundo nos muestra formas en las que la humanidad podría dejar de existir desde algo tan posible como el impacto de un enorme asteroide asta cosas más relacionadas con la ciencia ficción como un planeta errante o una invasión extraterrestre pero curiosamente en la novela La máquina del tiempo los humanos en vez de extinguirse y ya, evolucionan en dos especies distintas las cuales carecen de ciertas características humanas.
- La novela de Michel Houellebecq La posibilidad de una isla (Fayard 2005) describe un panorama de «fin de la civilización» humana —tal y como se conoce—. Diversas catástrofes naturales y humanas provocan que las civilizaciones desaparezcan casi en su totalidad en el planeta. Solamente unos humanos, que apostaron por la «vida eterna» científica mediante la clonación prometida por una secta religiosa (Elohim) podrán sobrevivir en un futuro cercano de unos dos mil años bajo la forma de «neohumanos» (casi-clones con características semejantes a los humanos actuales).
- La novela All Tomorrows: A Billion Year Chronicle of the Myriad Species and Mixed Fortunes of Man de C. M. Kosemen expresa la posibilidad de que la especie humana se encuentre con una civilización alienígena más avanzada tecnológicamente, la cual experimenta la selección artificial con los humanos hasta el punto en el que ya no queda ningún individuo verdaderamente humano existente.
- La ficticia Fundación SCP, la cual, «es encargada de proteger a la humanidad» de «anomalías», también clasifica varios tipos de eventos, denominados «escenarios de clase-K», de los cuales muchos relatan el fin de la humanidad, de la Tierra, del sistema solar, del universo, o incluso de la realidad en su totalidad, estos pudiendo ser, o no, a causa de las anomalías que retienen o estudian.

## Precauciones
Algunas de las precauciones que ya están tomando algunas personas para este evento incluyen:
- La Bóveda Global de Semillas de Svalbard es una bóveda de 400 pies de profundidad dentro de una montaña en el Ártico, con más de diez toneladas de semillas de todo el mundo. 100 millones de semillas de más de 100 países se colocaron dentro como medida de precaución para preservar todos los cultivos del planeta. Un cuadro de semillas de arroz originarias de 104 países fue el primero en ser depositado en la bóveda, donde se mantendrá a −18 °C (−0.4 °F). Miles de especies de plantas serán añadidos por los organizadores en un intento por obtener todos los especímenes de plantas agrícolas en el mundo. Cary Fowler, director ejecutivo del Global Crop Diversity Trust dice que por preservar la mayor variedad de especies posible, las opciones que se ofrecen a los agricultores, los científicos y los gobiernos se han maximizado. La apertura de la bóveda de semillas  constituye un hito histórico en la salvaguardia de la diversidad de los cultivos del mundo, declaró. Incluso en las condiciones de calentamiento de la Tierra, donde el permafrost empieza a derretirse, las semillas estarán a salvo durante un máximo de 200 años. Algunas de las semillas pueden ser viables un milenio o más, incluidas las de cebada, que pueden durar 2000 años, las de trigo, 1700 años, y las de sorgo, casi 20 000 años.